# Melinda McGraw
Melinda Leigh McGraw (Nicosia (Cyprus), 25 oktober 1968) is een op Cyprus geboren Amerikaans actrice.

## Biografie
McGraw werd geboren op Nicosia (Cyprus) bij Amerikaanse ouders als jongste van drie kinderen, zij groeide op in Cambridge (Massachusetts) en Dover (Massachusetts). Haar vader was een diplomaat in dienst van de United States Agency for International Development en later werd hij lid van directie van een luxe hotel in Boston. McGraw doorliep de high school aan de Buckingham Browne & Nichols School in Cambridge. Tijdens deze studie leerde zij het acteren aan de Boston Children's Theater in Boston. Na de high school ging zij studeren aan de Bennington College in Bennington (Vermont). Hierna ging zij naar Londen om te gaan studeren aan de Royal Academy of Dramatic Art. Tijdens haar verblijf in Engeland heeft zij in theaters opgetreden in onder andere West End, zo heeft zij gespeeld in Don Carlos en Twelfth Night. Zij keerde in 1990 terug naar Amerika.
McGraw is vanaf 2000 getrouwd en heeft hieruit een dochter. 

## Filmografie

### Films
Uitgezonderd korte films.
- 2017 Izzy Gets the Fuck Across Town - als mrs. Percy
- 2014 Delirium – als Lydia
- 2011 Have a Little Faith – als Janine
- 2010 Legally Mad – als Sylvie
- 2010 Skateland – als Debbie Wheeler
- 2010 Pleading Guilty – als Elise Malloy
- 2010 Meeting Spencer – als Didi Ravenal
- 2009 Weather Girl – als Virginia
- 2008 The Dark Knight – als Barbara Gordon
- 2003 Senor White – als ??
- 2000 Nutty Professor II: The Klumps – als Leanne Guilford
- 1998 Wrongfully Accused – als Cass Lake
- 1997 House of Frankenstein – als detective Maggie Delbo
- 1996 Albino Alligator – als Jenny Ferguson

### Televisieseries
Uitgezonderd eenmalige gastrollen.
- 2023 Paul T. Goldman - als Audrey Munson - 6 afl.
- 2020-2021 Charmed - als Vivienne Laurent - 6 afl.
- 2020 Interrogation - als Faith Turner - 4 afl.
- 2011 – 2019 NCIS – als Diane Sterling – 6 afl.
- 2019 Lethal Weapon - als Cynthia Hahn - 3 afl.
- 2018 The Crossing - als dr. Greta Pryor - 7 afl.
- 2016-2017 Outcast - als Patricia MacCready - 12 afl.
- 2015 Proof - als Sasha Turing - 3 afl.
- 2014-2015 State of Affairs - als senator Kyle Green - 5 afl.
- 2014 Crisis - als first lady Devore - 4 afl.
- 2013 Lauren – als Cynthia – 3 afl.
- 2013 Ben and Kate – als Vera Everson – 3 afl.
- 2012 Harry's Law – als Amanda – 4 afl.
- 2010 – 2011 Men of a Certain Age – als Erin Riley – 9 afl.
- 2009 – 2010 Hank – als Tilly Pryor – 9 afl.
- 2008 Mad Men – als Bobbie Barrett – 5 afl.
- 2007 Journeyman – als Annette Barron – 2 afl.
- 2006 The West Wing – als Jane Braun – 4 afl.
- 2005 Inconceivable – als Suzanne Cohen – 5 afl.
- 2005 Desperate Housewives – als Annabel Foster – 3 afl.
- 2004 – 2005 Center of the Universe – als Lily Barnett – 11 afl.
- 2003 Skin – als Zelda Ziti – 2 afl.
- 2002 Wednesday 9:30 (8:30 Central) – als Lindsay Urich – 12 afl.
- 2001 – 2002 The District – als Vicky Montgomery – 4 afl.
- 1998 Living in Captivity – als Becca Marek – 8 afl.
- 1994 – 1997 The X-Files – als Melissa Scully – 4 afl.
- 1995 The Pursuit of Happiness – als Mackenzie Rutledge – 7 afl.
- 1992 – 1994 The Commish – als Cyd Madison – 46 afl.
- 1992 The Human Factor – als Rebecca Travis - ? afl.

- Gemeinsame Normdatei: 1062069153
- International Standard Name Identifier: 0000 0004 0880 5495
- Nationale Bibliotheek van Polen: a0000001838309
- Virtual International Authority File: 302096481
- WorldCat: E39PBJmMYbBFqMfCVJMGKRw6Kd